# بير سكو
بير سكو (بالنرويجية البوكمول: Per Skou)‏ (20 مايو 1891 بشين في النرويج - 24 فبراير 1962 بأوسلو في النرويج) هو لاعب كرة قدم نرويجي في مركز الدفاع، شارك في الألعاب الأولمبية الصيفية 1912 والألعاب الأولمبية الصيفية 1920. وشارك مع منتخب النرويج لكرة القدم. أما مع النوادي، فقد لعب مع نادي أود ونادي لين.

## وصلات خارجية
- بير سكو على موقع الاتحاد الدولي (مؤرشف)  (الإنجليزية)
- بير سكو على موقع اتحاد النرويج (النرويجية)
- بير سكو على موقع قاعدة بيانات كرة القدم.إي يو (الإنجليزية)
- بير سكو على موقع ناشيونال فوتبول تيمز (الإنجليزية)
- بير سكو على موقع أوليمبيديا (الإنجليزية)